# Alternaria angustiovoidea
Alternaria angustiovoidea är en svampart som beskrevs av E.G. Simmons 1986. Alternaria angustiovoidea ingår i släktet Alternaria och familjen Pleosporaceae.   Inga underarter finns listade i Catalogue of Life.